# Begg Brook
Begg Brook – strumień (brook) w kanadyjskiej prowincji Nowa Szkocja, w hrabstwie Pictou, płynący w kierunku północno-zachodnim i uchodzący do Middle River of Pictou; nazwa urzędowo zatwierdzona 8 listopada 1948.